# Панакота
Панакòта (на италиански: panna cotta, букв. „готвена сметана“) е вид италиански будино (вид пудинг), получен чрез комбиниране на сметана и захар, овкусяването им с ванилия и с добавянето на вид изсушен желатин, за да стегне всичко, след което се оставя в хладилник.

## История
Името „панакота“ не се споменава в италианските готварски книги преди 1960-те години, но често е цитирано като традиционен десерт за северноиталианския регион Пиемонт. Една непроверена история казва, че е измислено от унгарка в Ланге (хълмист район в северноиталианските провинции Асти и Кунео) в началото на 20 век.
Речник от 1879 г. споменава ястие, наречено latte inglese („английско мляко“), направено от сметана, приготвена с желатин и оформено, въпреки че други източници казват, че latte innglese се приготвя с яйчни жълтъци като английски крем (на фр. crème anglaise). Може би името се отнася до всякакъв вид сгъстен крем.
През 2001 г. Регион Пиемонт включва панакота в своя списък на традиционните хранително-вкусови продукти за региона. Рецептата ѝ включва сметана, мляко, захар, ванилия, желатин, ром и марсала, изляти във форма с карамел. Друг автор смята, че традиционният овкусител е прасковено бренди eau de vie, а традиционното представяне не съдържа кули или други овкусители.
Панакота е широко разпространена в цяла Италия, където обикновено се сервира с горски плодове, карамел или шоколадов мус. Тя става особено модерна и в Съединените щати през 1990-те години.

## Сходства в Европа
Рецепти, подобни на тази за панакота, могат да се намерят в Гърция, Франция и Англия: бланманже (фр. blanc-manger) понякога се сгъстява с желатин или изинглас, а понякога – с нишесте. Като алтернатива на желатина някои рецепти използват яйчен белтък като сгъстител.
В Дания традиционният Moos hwit е десерт с лъжица, идентичен с панакота, призната като рецепта от италианския регион Пиемонт. В датските готварски книги четем, че най-старата рецепта за Moos hwit е написана от Хенрик Харпестренг, който умира през 1244 г.
Баварският крем е подобен на панакотата, но обикновено включва яйца, както и желатин, и се смесва с бита сметана преди да стегне.

## Приготвяне
Захарта се разтваря в топла сметана. Кремът може да бъде овкусен или чрез 'вливане' на подправки в него, или чрез добавяне на ром, кафе, ванилия и др. Желатинът се омекотява в студена течност, след което се добавя към топлата сметанова смес. Всичко се излива във форми и се оставя в хладилника да се стегне. Формите може да имат карамел на дъното, което дава резултат, подобен на крем карамел.
Въпреки че името означава „готвена сметана“, съставките се затоплят само колкото да се разтворят желатинът и захарта. Италианските рецепти понякога изискват colla di pesce („рибно лепило“), което буквално може да бъде изинглас (isinglass) или по-вероятно просто име за обикновен желатин.
Панакотата често се сервира с кули от горски плодове или с карамелен или шоколадов мус. Може да се покрие с други плодове или ликьори.